# Nouvelle Droite européenne
La Nouvelle Droite européenne (NDE) est un mouvement de droite révolutionnaire né en France dans les années 1960. Ses partisans sont impliqués dans une « révolte anti-structurelle » mondiale contre la modernité et la postmodernité, généralement sous la forme de communautés intellectuelles peu connectées qui s'efforcent de diffuser une philosophie d'extrême droite similaire dans les sociétés européennes. Les dirigeants de la Nouvelle Droite européenne ne partagent cependant pas un même programme politique. Ils visent plutôt à promouvoir leurs idées et finalement à atteindre une hégémonie culturelle par le biais d'une pratique métapolitique commune de la politique. Ils sont néanmoins opposés au libéralisme, à l'individualisme, à l'égalitarisme et à l'État-nation ; et approuvent plutôt une vision du monde communautaire et organiciste, où les identités collectives coexisteraient pacifiquement dans des espaces géographiques séparés, un concept qu'ils nomment ethno-différentialisme.
Bien que l'étendue de cette relation soit débattue par les universitaires, la Nouvelle Droite européenne a influencé la structure idéologique et politique de la mouvance identitaire,,. Une partie de l'alt-right américaine prétend également avoir été inspirée par les écrits d'Alain de Benoist, sans doute la figure la plus influente du mouvement de la Nouvelle Droite européenne.

## Histoire
La Nouvelle Droite européenne (NDE) est née en France de la Nouvelle Droite, un mouvement intellectuel lié au think tank ethno-nationaliste GRECE, créé en 1968 par Alain de Benoist et Dominique Venner. L'importance originelle du noyau français a diminué au fil des décennies, et le mouvement apparaît désormais sous la forme d'un réseau européen de divers groupes, partis et intellectuels, partageant tous des similitudes et des affinités idéologiques entre eux. Parmi eux figurent la Neue Rechte en Allemagne, la New Right au Royaume-Uni, la Nieuw Rechts aux Pays-Bas et en Flandre, Forza Nuova en Italie, Imperium Europa à Malte, Nova Hrvatska Desnica en Croatie ou Noua Dreapta en Roumanie. En Italie, le Nueva Destra est né de l'initiative d'un groupe de jeunes membres du parti néo-fasciste Mouvement social italien.

## Idéologie
La Nouvelle Droite européenne (NDE) a subi plusieurs resynthèses depuis son émergence à la fin des années 1960. La dernière tentative d'une doctrine commune remonte au manifeste « La nouvelle droite en l'an 2000 ». Ses idées directrices étaient « la critique du libéralisme et de la marchandisation du monde ; le rejet de l'individualisme ; un attachement à une vision organique et communautaire de la société ; le rejet de l'égalitarisme et des diverses formes de monothéismes dont il est issu ; la promotion des identités collectives bien ancrées et du « droit à la différence » ; le rejet de l'État-nation en tant que forme et la promotion d'un modèle fédéraliste qui applique le principe de subsidiarité ; et une vision des relations internationales fondée sur l'idée d'un monde multipolaire dans lequel l'Europe serait dotée de sa propre nation, en dehors de la toute-puissance américaine, qui est désignée comme l'ennemi principal des peuples européens »
Selon Jean-Yves Camus et Nicolas Lebourg, l'idée essentielle de la NDE est leur rejet de « l'éradication des identités culturelles », causées selon eux par les principes de normalisation et d'égalitarisme contenus dans l'idée des droits de l'homme, ce qu'Alain de Benoist appelle « l'idéologie de l'uniformité »
Roger Griffin et Tamir Bar-On soutiennent que la position métapolitique de la NDE fait partie d'une stratégie subtile visant à réinventer le cadre mondial du fascisme autour de son idée originale, une position explicitement adoptée par le penseur néo-fasciste Maurice Bardèche dans le livre de 1961 Qu'est-ce que le fascisme?. Argumentant que le fascisme pourrait survivre au XXe siècle sous une apparence métapolitique, Bardèche écrivit :  

« Les fameuses méthodes fascistes sont donc constamment révisées et elles ne cesseront pas de l'être. Ce qui est plus important que les mécanismes, c'est l'idée que le fascisme se fait de l'homme et de la liberté. […] Sous un autre nom, sous un autre visage, et sans doute sans rien qui soit la projection du passé, figure d'enfant que nous ne reconnaîtrons pas, tête de jeune Méduse, l'ordre de Sparte renaîtra : et paradoxalement, sans doute, sera-t-il le dernier rempart de la Liberté et de la douceur de vivre. »

— Maurice Bardèche, Qu’est-ce que le fascisme ?
Les penseurs de la NDE pense que l'Occident vit un « interrègne » qui cédera tôt ou tard la place à une nouvelle ère. Selon Griffin, ils ont développé en réponse une vision du monde fondée sur une « re-synthèse en labyrinthe » d'éléments idéologiques et rituels anciens et nouveaux , combinés dans un « métarécit palingénétique ». L'ordre politique actuel est dépeint comme devant être abandonné ou purgé de son impureté, afin que la « communauté rédemptrice » puisse quitter la phase de crise liminale pour inaugurer la nouvelle ère. De plus, les dirigeants de la NDE invoquent fréquemment un passé légendaire et mythique qu'ils veulent ancrer symboliquement dans la nouvelle société sur le point d'émerger, non pas dans un esprit de nostalgie du retour d'un ancien âge d'or, mais plutôt « pour créer un avenir enraciné, une nouvelle réalité rétablie sur des bases métaphysiques solides. ». Cette idée est notamment incarnée dans le concept d'archéofuturisme promu par Guillaume Faye.
Certains penseurs de la NDE, qui font partie d'un mouvement néo-völkisch, se concentrent sur le concept ethnique comme dimension centrale de « l'identité ». Cela a conduit à un rejet violent de la « différence », Faye appelant à une « guerre ethnique totale »,  et Pierre Vial à une « révolution ethnique » et une « guerre de libération »,.
Le penseur de la Nouvelle Droite Tomislav Sunić a souligné l'influence d'Oswald Spengler dans la NDE, en particulier son hypothèse selon laquelle l'humanité n'existe pas en tant que telle, que « chaque culture passe par des cycles différents », et que le concept d'histoire universelle est un non-sens, car il n'existe qu'une « pluralité d'histoires et leur répartition inégale dans le temps et l'espace ».

### Primaire
- Maurice Bardèche, Qu'est-ce que le fascisme ?, Les Sept couleurs, 1961, 252 p. (ISBN 978-1-351-87313-0, lire en ligne)
- Alain De Benoist, View from the Right, Arktos Media, 1977, 380 p. (ISBN 978-1-912079-97-1, lire en ligne)
- Guillaume Faye, The Colonisation of Europe, Arktos Media, 2000, 422 p. (ISBN 978-1-910524-72-5, lire en ligne)
- Armin Mohler, The Conservative Revolution in Germany, 1918–1932, Radix, 1950, 306 p. (ISBN 978-1-59368-059-6, lire en ligne)